# Step 2/4
Step 2/4 est le 1er mini album de Gain, sorti sous le label NegaNetwork le 8 octobre 2010 en Corée.
Dorikil Su Eomneun (돌이킬 수 없는) est une reprise du musicien Saintbinary.

## Liste des titres
| 1. | Nitchell (Baby-G Mix)               | 2:11 |
| 2. | Dorikil Su Eomneun (돌이킬 수 없는) | 3:50 |
| 3. | Tango the night                     | 3:57 |
| 4. | Esperando                           | 4:03 |
| 5. | Ga-in (가인(歌人))                  | 3:14 |
| 6. | Jinsir (진실)                       | 3:46 |

| 1. | Dorikil Su Eomneun (돌이킬 수 없는) |  |
| 2. | Making Of                           |  |